# Senescal de Barcelona

Condado de Barcelona

El senescal de Barcelona era el máximo oficial del Casal de Barcelona y tenía en sus atribuciones el ejercicio del gobierno y la guerra. Su equivalente en el reino de Aragón era el mayordomo del Reino de Aragón. Etimológicamente, la palabra senescal tiene raíces en el "siniskalk" germano. Se puede traducir como de servidor de más categoría, o servidor más antiguo. Su origen se remonta a los "mayordomo" merovingios. En catalán tiene como sinónimo: "dàpifer", que proveniente del latín del bajo imperio designaba el oficio de repostero. Poco a poco los oficios de la corte convertirían cargos de gobierno. Hoy el senescal sería equivalente al primer ministro o ministro de la guerra.

## Historia
En Cataluña fue Ermesinda de Carcasona, entre 1035 y 1043, quien nombró el primer senescal que se conoce en la persona de Amat Elderic de Oris. Ermesinda, viuda de Ramon Borrell era señora de un buen puñado de castillos en Gerona y Ausona (Vich). El Castillo de Orís era uno. Este conjunto de bienes, combinado con el hecho de la minoría del nieto Ramón Berenguer I, huérfano a los 11 o 12 años y bajo una tácita tutela de Ermesinda, da a ésta una preponderancia en el condado. Con innegables dotes de gobierno, Ermesinda organiza una Corte reducida donde destaca el nuevo cargo de senescal, a quien infeudar los castillos patrimoniales. Un único cargo será el responsable de la defensa. De hecho, el coordinador de los varvassors o castellanos.
Pero, tal como ya había pasado en los primeros años de viudedad, en la minoría del hijo Berenguer Ramón I  el Curvo , cuando el menor comienza a asumir funciones propias de gobierno, se crean tensiones con Ermesinda, celosa de su dominio. Esta vez los magnates que rodeaban Ramón Berenguer I eran una generación más joven y con mentalidades más innovadoras. Se desata una crisis en el condado en la que Mir Geribert en 1039 se proclama príncipe de Olèrdola y se produce la sedición del vizconde Udalard I de Barcelona. Ambos con muchos intereses comunes con Ermesinda. Antoni Rovira i Virgili dijo que había dos partidos contrapuestos. Son especialmente las dignidades eclesiásticas las que reconducen la situación. Ramón Berenguer I resulta fortalecido. No hay grandes castigos por los sediciosos. En 1057 Ermesinda acaba vendiendo los derechos a su nieto.
Pero Amat Eldereic continúa como senescal hasta su muerte y aún lo sucedió hijo Pedro Amat, con el amparo de los Gurb-Queral. En medio del ajetreo perdura el cargo de senescal. Ramón Berenguer Y no lo elimina. Puede que también él tuviera senescal. De hecho, entre los magnates que firman la promulgación de los Usos de Barcelona figura un Guillermo Senescal. En 1088, ya en tiempos de Ramón Berenguer II y Berenguer Ramón II, llega a la senescal Guillermo I de Cerdaña y comienza una escalada de la importancia del cargo . Este senescal era hijo de Ramón, la rama Cabalera los vicarios del señorío de Hostoles. El castillo de Hostoles había sido también de Ermesinda. El nombramiento de un senescal de Barcelona de la antigua facción de Ermesinda se ha interpretado como un intento de fortalecimiento de la conciencia nacional. Se ha dicho también que Guillermo I ya heredó el cargo de su padre Ramón. Esto podría ser verosímil pero no es seguro.
La senescal alcanza un máximo en la persona del hijo de Guillermo I, Guillermo Ramón I. Con este senescal, casado con Beatriz de Moncada, esta familia queda vinculada al cargo hasta que los propios conde le atraen vinculándolo, como título secundario al condado de Prades. Termina en el siglo XV cuando este condado pasa a Cardona.

## Lista de senescales de Barcelona
- (Fechas aproximadas)

1. 1051 Amat Elderic d'Orís (+ 1058/60)
2. Ramon Miró d'Aguda / Ramón Mir de Aguda/ Ramón Mir de Hostoles, cuñado del anterior; tutor y tío de su sucesor.
3. Pere Amat d'Orís (+ 1088)
4. 1088 Guillermo I de Cerdaña
5. Berenguer I de Queralt
6. 1131 Guillermo Ramón I de Moncada, el "Gran Senescal"
7. 1173 Ramón I de Moncada
8. 1188 Pedro I de Moncada y de Aragón
9. 1228 Ramón de Moncada y de Aragón
10. 1289 Simón de Moncada y de Cervera
11. 1292 Pedro II de Moncada